# 寺内タケシとバニーズ
寺内タケシとバニーズは、1966年に結成されたグループ・サウンズのバンド。1966年にデビューし、1971年に解散した。グループ名の由来は、リーダーである寺内タケシの「干支が兎年」であることから名付けられた。代表曲は「太陽の花」「悪魔のベビー」など。

## メンバー
- 寺内タケシ（リードギター）1939年1月14日 - 2021年6月18日。1966年 - 1968年
- 輿石秀之（ギター、ボーカル）1946年11月20日生。1966年 - 1967年、脱退後、ジ・エドワーズに参加。さらにその後俳優に転向し、大石吾朗を名乗る。
- 黒沢博（リズムギター、ボーカル）1948年10月18日 - 2024年9月6日[2][3][4]。1966年 - 1971年、解散後、ヒロシ&キーボーを結成し「3年目の浮気」が大ヒット。ソロで、ディナーショー、テレビ出演、コマーシャル出演などで活躍した。俳優の黒沢年雄は実兄。
- 荻野達也（オルガン）1945年7月18日 - 2013年4月24日。1966年 - 1971年
- 井上正（ドラムス、尺八、ボーカル）1947年10月12日 - 2010年9月23日。1966年 - 1971年
- 小野肇（ベースギター）1945年9月1日生。1966年 - 1969年
- 鈴木義之（リズムギター、ボーカル）1946年10月26日 - 2012年5月24日[5]。1967年 - 1971年、小野の脱退後、ベースギターに転向。
- 栗山正（ギター）1970年 - 1971年元フェニックス

## キャリア
寺内タケシとブルージーンズ（第1次）を脱退した「エレキの神様」寺内タケシによって1966年に結成され、同年12月にキングレコードから「テリーのテーマ」でデビュー。1967年にシングル「レッツ・ゴー・シェイク」を発表。さらにアルバム「レッツゴー運命」で第9回日本レコード大賞「編曲賞」を受賞した。1967年から1968年にかけて「悪魔のベビー」「太陽の花」を発表した。
しかしその後、寺内と他のメンバーの間で音楽性の行き違いによって意見が対立し、寺内も「一人前になった」と実力を評価したこともあり、バニーズを「独立」させ、寺内自身は「ブルージーンズを再興」する形で離脱した。バニーズはこれを機に「荻野達也とバニーズ」を名乗り、レコード会社も東芝（リバティレコード）に移籍した。
その後も、シングル、アルバムを出しながら活動を続たが、1971年に解散している。
後年、メンバーだった大石吾朗、黒澤博、鈴木義之が寺内タケシとブルージーンズのライブに参加する形で、バニーズとしての活動を再開した形となっている。

## ディスコグラフィ

### シングル
1. テリーのテーマ(1966.12.1)
  - 作曲:寺内タケシ／編曲:寺内タケシ
2. 帰らぬ誓い(1966.12.10)
  - 作詞:荻野達也／作曲:荻野達也／編曲:寺内タケシ
3. 勧進帳(1967.3.1)
  - 編曲:寺内タケシ
4. レッツ・ゴー・シェイク(1967.3.20)
  - 作詞:ささきひろと／作曲:寺内タケシ／編曲:寺内タケシ
5. ライジング・ギター(1967.5.20)
  - 作曲:寺内タケシ／編曲:寺内タケシ
6. 「悪魔のベビー」(1967.8.1)
  - 作詞:ささきひろと／作曲:寺内タケシ／編曲:寺内タケシ
    - 別題「悪魔のベイビー」。後に寺内企画（寺内が率いたプロダクション）所属のフィリピン人グループ・サウンズ、ザ・クラックナッツがカバー。
7. 運命(1967.10.1)
  - 作曲:ベートーヴェン／編曲:寺内タケシ
    - アルバム「レッツゴー運命」からのシングルカット。
8. 愛のリメンバー(1967.10.20)
  - 作詞:鈴木義之／作曲:鈴木義之／編曲:寺内タケシ
9. 津軽じょんがら節(1967.11.1)
  - 編曲:寺内タケシ
    - 三橋美智也による三味線演奏との競演。キャッチコピーは“世紀の大対決!三橋美智也対寺内タケシ”
10. 太陽野郎(1967.11.20)
  - 作詞:岩谷時子／作曲:いずみたく／編曲:寺内タケシ
    - 日本テレビ系テレビドラマ『太陽野郎』主題歌。
11. フィードバック・ギター(1968.1.20)
  - 作曲:寺内タケシ／編曲:寺内タケシ
12. 「太陽の花」(1968.3.10)
  - 作詞:ささきひろと／作曲:寺内タケシ／編曲:寺内タケシ
13. レッツ・ゴー・ブガルー(1968.5.20)
  - 作詞:ささきひろと／作曲:寺内タケシ／編曲:寺内タケシ
14. 東京のサンセット(1968.9.20)
  - 作詞:岩谷時子／作曲:いずみたく／編曲:寺内タケシ
    - この作品より名義が「荻野達也とバニーズ」に。レコードの上では、寺内も「ギター演奏」という形でゲスト参加。
15. たそがれ(1969.1.20)
  - 作詞:橋本淳／作曲:平尾昌晃／編曲:森岡賢一郎
16. ウスクダラ(1969.3.10)
  - 編曲:寺内タケシ
17. ブルー・スター(1969.5.1)
  - 作曲:ヤング・ヘイマン／編曲:寺内タケシ
18. 金色のほほ(1970.3.5)
  - 作詞:山上路夫／作曲:村井邦彦／編曲:渋谷毅
    - 東芝移籍第1弾。
19. 双子座の奇蹟(1970.10.5)
  - 作詞:ちあき哲也／作曲:荻野達也／編曲:荻野達也
20. 悲しき雨音(1971.3.25)
  - 作詞:岩谷時子／作曲:John Claude Gummoe／編曲:葵まさひこ
21. 北風(1971.10.5)
  - 作詞:片桐和子／作曲:Rod Morris／編曲:荻野達也

### アルバム
1. バニーズ誕生!レッツゴー寺内タケシ(1966.12.10)
2. 正調寺内節(1967.3.1)
3. 世界はテリーを待っている(1967.6.20)
4. レッツゴー「運命」(1967.9.10)
  - 第9回日本レコード大賞編曲賞受賞曲。
5. バニーズ・ゴールデン・アルバム(1967.12.10)
6. バニーズ・ゴールデン・コンサート(1968.4.20)
7. 北風／バニーズの世界(1971.10.5)